# Vikki Dougan

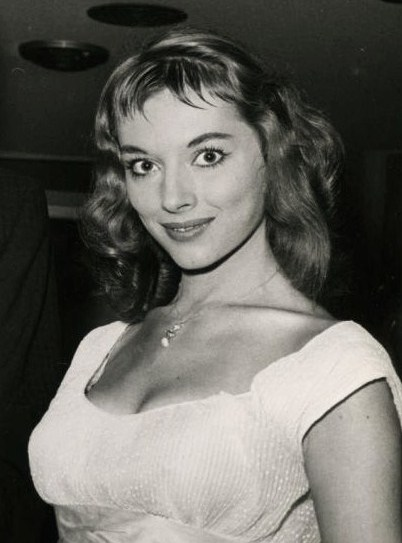
Vikki Dougan – US-amerikanisches Model und Schauspielerin

Vikki Dougan (eigentlich Edith Tooker; * 1. Januar 1929 in Brooklyn, New York) ist ein US-amerikanisches Model und Schauspielerin. In den 1950er Jahren erlangte sie in Hollywood Bekanntheit als Sexsymbol.

## Leben
Vikki Dougan wurde als einziges Kind von Wilber und Mary Tooker geboren. Bereits im Alter von 11 Jahren begann sie ihre Laufbahn als Model. 1956 erhielt sie ihre erste kleine Filmrolle als Showgirl in Zurück aus der Ewigkeit mit Anita Ekberg in der Hauptrolle. In den folgenden Jahren war Dougan in weiteren Filmen und Fernsehserien zu sehen. Eine ihrer bekanntesten Rollen spielte sie 1958 als Gladys Dunne in der Komödie Babys auf Bestellung an der Seite von Doris Day und Richard Widmark.
Seit 1953 trat Vikki Dougan nach einer Idee ihres Managers Milton Weiss zumeist in rückenfreien Kleidern in der Öffentlichkeit auf, um als Sexsymbol neben etablierten Stars wie Marilyn Monroe und Jayne Mansfield Bekanntheit zu erlangen. Tatsächlich brachte ihr das als provokativ aufgefasste Outfit eine große mediale Aufmerksamkeit ein. So war sie auf der Titelseite mehrerer Magazine wie dem Life Magazine sowie als Model auf Schallplattencover zu sehen. Von der Presse erhielt Dougan den Spitznamen „The Back“ („Der Rücken“). Zudem war sie zweimal als Pin-Up im Playboy zu sehen: Erstmals im Juni 1957 und erneut im Dezember 1962 in einer Fotostrecke mit dem Titel Playboy’s Other Girlfriends.
Auf ihrem 1961 erschienenen Album The Slightly Fabulous Limeliters veröffentlichte die US-amerikanische Folkband The Limeliters einen Song mit dem Titel Vikki Dougan, der in seinem Text Dougans rückenfreie Outfits parodiert. Im Januar 1964 veröffentlichte das Magazin Cavalier eine Fotostrecke mit Aktfotos von Vikki Dougan unter dem Titel The Back is Back. Dougan verklagte das Magazin daraufhin, da sie einer Veröffentlichung der ursprünglich für den Playboy gedachten Fotos nicht zugestimmt hatte. Nachdem die Klage erfolglos geblieben war, veröffentlichte das Magazin zwölf weitere Fotos ohne die Genehmigung Dougans.
In den 1960er Jahren erregte Vikki Dougan vor allem durch ihr Privatleben und ihre Affären mit mehreren Hollywoodstars wie Frank Sinatra Aufmerksamkeit. 1969 zog sie sich ins Privatleben zurück. Vikki Dougan lebt heute in Beverly Hills.

## Filmografie
- 1956: Zurück aus der Ewigkeit (Back from Eternity)
- 1956: The Great Man
- 1958: Babys auf Bestellung (The Tunnel of Love)
- 1959: The Rebel Set
- 1959: Here Come the Jets
- 1959: Bold Venture (Fernsehserie, eine Folge)
- 1960: Peter Gunn (Fernsehserie, eine Folge)
- 1961: Ein Fall für Michael Shayne (Michael Shayne; Fernsehserie, eine Folge)
- 1961: Abenteuer unter Wasser (Sea Hunt; Fernsehserie, eine Folge)
- 1963: Hootenanny Hoot
- 1967: Das Hotel (Hotel)
- 1967: The Carol Burnett Show (Fernsehserie, eine Folge)